# Mauricio Pochettino
Mauricio Roberto Pochettino Trossero (* 2. března 1972 Murphy) je bývalý argentinský profesionální fotbalista, který hrál na pozici středního obránce, a současný fotbalový trenér, který naposledy trénoval anglickou Chelsea FC.
Velkou část kariéry strávil ve španělském (katalánském) celku RCD Espanyol. Po skončení aktivní kariéry se stal trenérem. Od roku 2014 do roku 2019 trénoval anglický tým Tottenham Hotspur FC. Od 2. ledna 2021 do června 2022 byl trenérem Paris Saint-Germain.

## Trenérská kariéra

### Espanyol
Pochettino se stal v roce 2009 hlavním trenérem Espanyolu. Během své hráčské kariéry v Espanyolu dvakrát působil a v roce 2006 tu také ukončil kariéru.
Klub se topil v sestupových vodách a záchrana byla daleko. Pochettino ale tým nastartoval k velmi dobrým výsledkům a nakonec i k pohodlné záchraně a vysloužil si novou tříletou smlouvu.
Pochettino Espanyol opustil 26. listopadu 2012, kdy se s vedením dohodl na ukončení smlouvy. Barcelonský celek se v sezoně trápil a v době Pocettinova odchodu byl až na posledním místě ligové tabulky.

### Southampton
V lednu 2013 vystřídal na lavičce nováčka Premier League Southamptonu Nigela Adkinse. V listopadu téhož roku se Pochettinův Southampton vyšvihl na historicky nejvyšší umístění v historii klubu z jižního pobřeží, po výhře nad Hullem City patřilo Saints třetí místo. Pochettino v říjnu získal ocenění pro trenéra měsíce. Po roce a půl úspěšného angažmá v Southamptonu, který dotáhl na osmé místo tabulky, v klubu skončil a přesunul se do Tottenhamu.

### Tottenham Hotspur
Ve své první sezóně obsadil se Spurs páté místo v Premier League se ztrátou šesti bodů na čtvrté United a s dvoubodovým náskokem nad Liverpoolem. Pod jeho vedením dostali šanci někteří mladí fotbalisté včetně Harry Kanea, který v útoku nahradil Španěla Roberta Soldada.
Ve své druhé sezóně si polepšil a vybojoval třetí místo, a to jeden bod za rivalem z Arsenalu a s jedenáctibodovou ztrátou na překvapivého vítěze ligy, na Leicester City. Osvědčila se osa z anglických fotbalistů Dele Alli — Eric Dier — Harry Kane.
V ročníku 2016/17 a ve svém třetím ročníku u Spurs dosáhl Pochettino na svoje nejlepší umístění a získal s týmem 2. místo, před nimi skončila jen londýnská Chelsea trenéra Antonia Conteho.
V ročníku 2017/18 a ve svém čtvrtém ročníku obsadil se Spurs třetí místo a stejně jako v předešlé sezóně skončil před úhlavním rivalem v podobě Arsenalu. V květnu 2018 podepsal Pochettino nový kontrakt s Tottenhamem na dalších pět sezón. Smlouva do roku 2023 mu měla zaručit roční příjem 8 a půl milionu liber.
Během přestupního období v létě 2018 Tottenham nepřivedl žádnou posilu a stal se tak prvním týmem od zavedení přestupového okna v roce 2003, který během léta nepřivedl nového hráče.
V létě 2019 dovedl Pochettino Tottenham až do finále Ligy mistrů, v němž podlehli Liverpoolu 0:2.
Špatné výsledky na podzim 2019 vedly k jeho odvolání 19. listopadu.

### Paris Saint-Germain
Po více než roce bez trenérského angažmá se Pochettino stal v lednu 2021 novým trenérem francouzského Paris Saint-Germain; s francouzským klubem podepsal smlouvu do roku 2022 s opcí. V prvním zápas na lavičce PSG jen remizovalo 1:1 se Saint-Étienne.
Po neúspěšné první půlsezóně v klubu, kdy Paris Saint-Germain skončilo až na druhé příčce v Ligue 1 za Lille a v Lize mistrů bylo vyřazeno v semifinále Manchesterem City, informoval Pochettino vedení klubu o tom, že chce z týmu odejít.  Situace se však během léta 2021 změnila a s klubem prodloužil smlouvu do června 2023.
Pochettino v hlavním městě Francie pracoval rok a půl a nejednalo se o povedené angažmá. Bohatý celek se nedočkal vytouženého triumfu v Lize mistrů a nakonec vybojoval "jenom" tři trofeje, k triumfu v Coupe de France z první sezóny přidal v ročníku 2021/22 výhry v Superpoháru a francouzské lize.
Vedení Paris Saint-Germain dne 5. července 2022 potvrdilo informaci, že Pochettinovi byla ukončena jeho smlouva. Jeho nástupcem se stal Christophe Galtier.

### Chelsea
Pochettino na konci května 2023 oznámil, že od sezóny 2023/24 bude trénovat londýnskou Chelsea. Stal se přitom již historicky pátým trenérem, který jakožto hlavní šéf lavičky The Blues v minulosti působil také u londýnského konkurenta z Tottenhamu. Již dříve mimochodem Spurs i jejich městského rivala koučovali ve své kariéře André Villas-Boas, Antonio Conte, Glenn Hoddle a José Mourinho.